# 샌프란시스코 4th & 킹 스트리트 역
샌프란시스코 4th & 킹 스트리트(San Francisco 4th and King Street), 또는 4th & 킹(4th and King) (이전명 4th & 타운젠트), 또는 칼트레인 디포(Caltrain Depot)는 샌프란시스코반도 및 샌타클래라 밸리로 가는 칼트레인 통근열차 노선의 북부 종착역이자, 주요 환승센터이다. 다운타운 샌프란시스코 및 BART와 연결되는 뮤니 메트로(Muni Metro) 라이트 레일 역에 위치한다.

## 역사

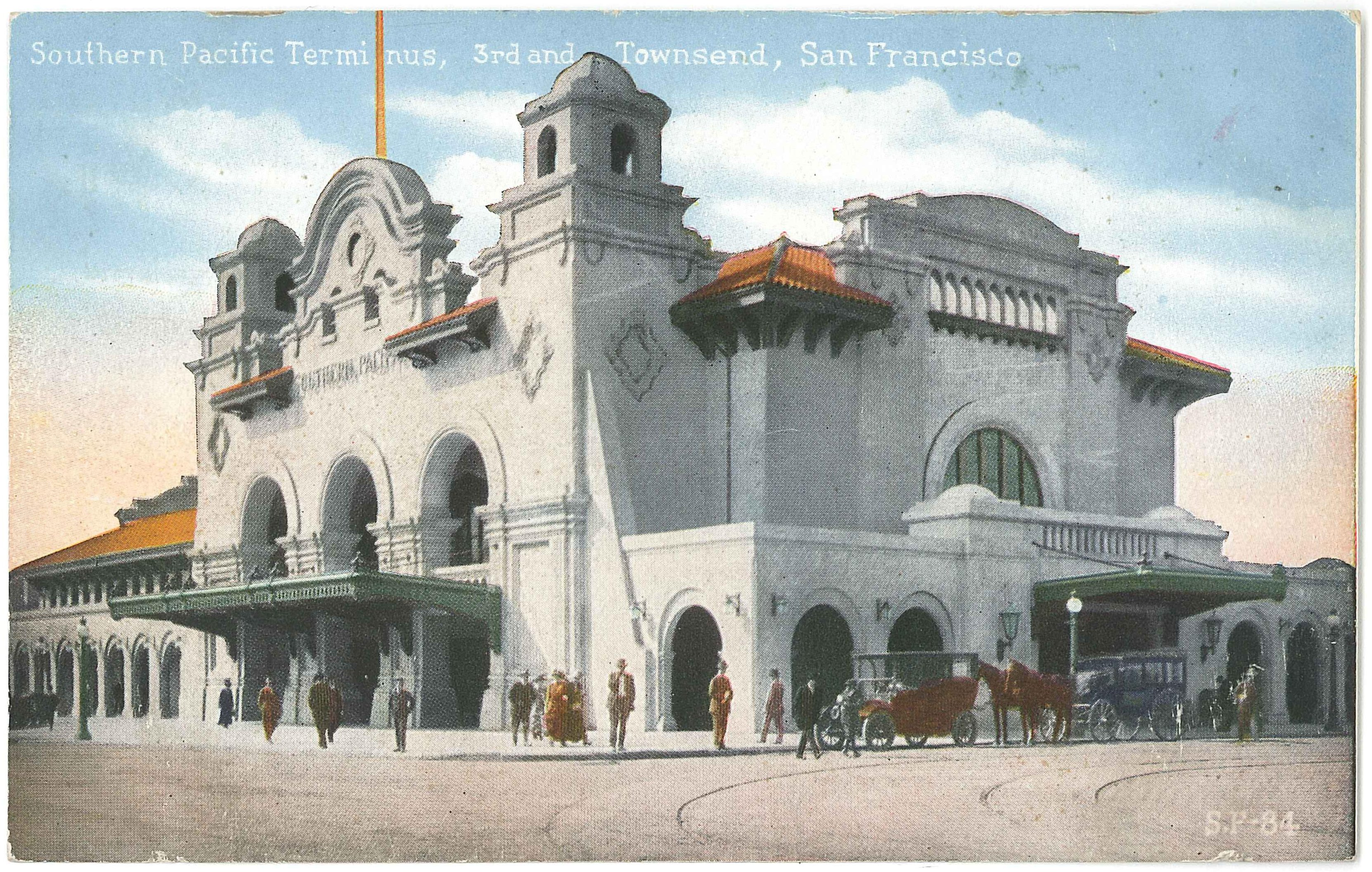
서던 퍼시픽의 3rd & 타운젠드 터미널은 1975년 현재 역으로 대체되었다.

역은 미션베이/차이나 베이슨(China Basin) 지역에 있으며, 북쪽은 타운젠드 가(Townsend Street), 동쪽은 3번가(3rd Street), 서쪽은 4번가(4th Street), 남쪽은 킹 가(King Street)이다. 1975년 6월 21일에 개장하여 1914년 3번가 및 타운젠드 가에서 한 블록 떨어진 곳에 있던 역을 대체했다.
본역과 연결되는 뮤니 메트로 연장은 1998년에 개통했다.

### 향후 계획
번화가인 트랜스베이 터미널(Transbay Terminal)의 다운타운 철도 연장 계획에서는, 4th & 킹 스트리트 역의 지하역 건설을 포함한다. 지하역은 현재 역 옆의 타운젠드 측에 위치한다. 그때까지 캘리포니아 고속철도 열차는 기존역을 사용할 수도 있다.

## 시영 철도

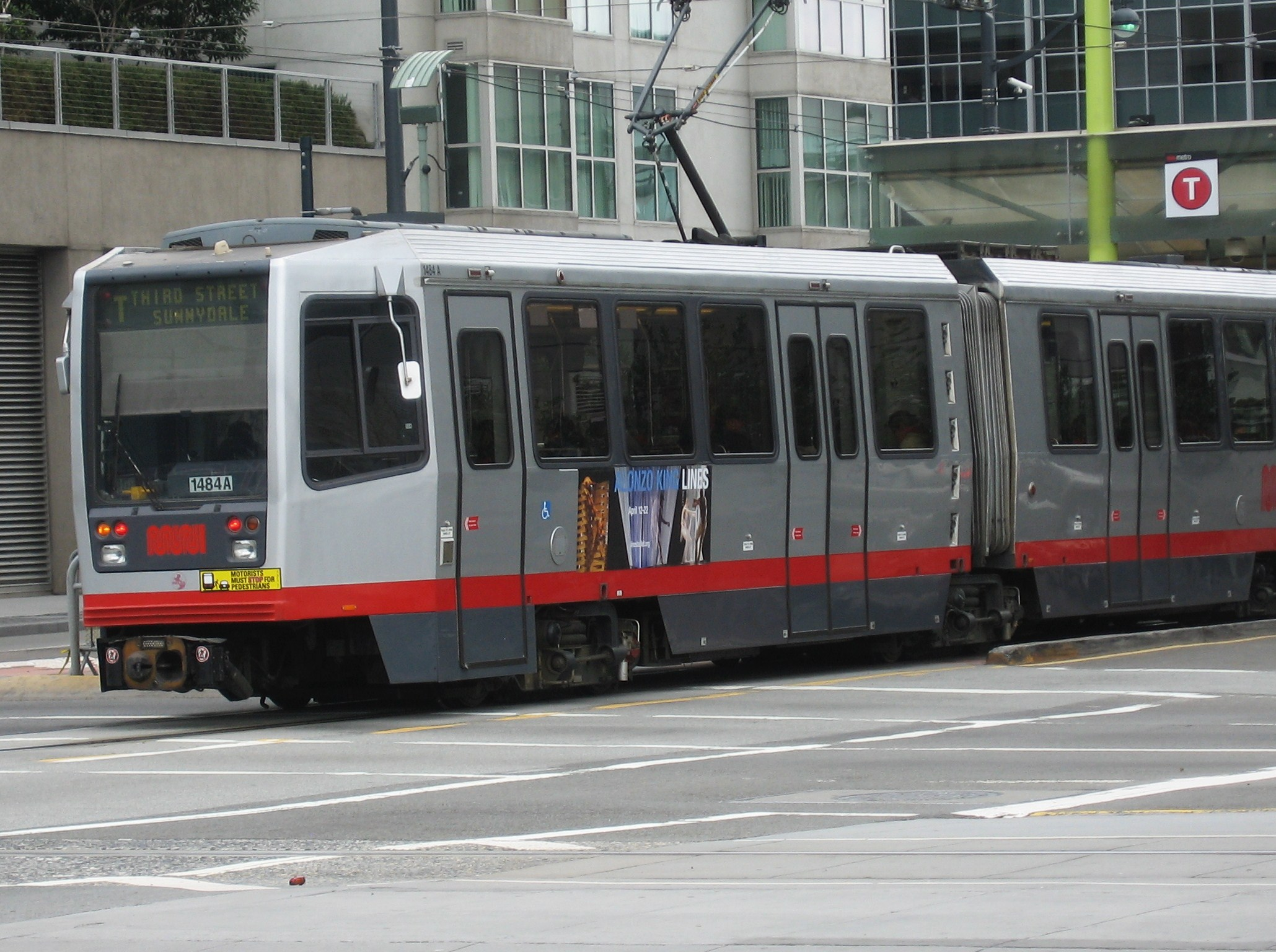
4th & 킹 역의 T선 열차

4th & 킹 역은 여러 시영 버스 노선, E선 보존 전차노선 및 뮤니 메트로 T선 및 N선이 마켓 가(Market St.) 시내위에서 운행한다. N선 역 승강장은 킹 가(King Street)의 중간에 위치하고 있으며, T선 역 승강장은 교차로에서 남동쪽에 있는 4번가(4th Street)의 중앙에 위치해 있다.

다운타운까지의 칼트레인을 연결하는 T선 개통이후 2007년 4월 7일 J선이 N선을 대체한지 2개월 후 2007년 6월 30일 N선이 J선을 대체했다. 가장 가까운 BART 교통편은 파웰 스트리트 역(Powell Street station)으로, 마켓 가(Market St.)에서 좌회전한 후 4번가에서 1마일 거리이다. 캘리포니아 셔틀 버스는 오클랜드와 산호세를 경유하여 로스앤젤레스까지 운행한다.
뮤니 메트로의 센트럴 지하철을 통한 차이나타운 행 노선이 T선의 재편성 후 2019년에 이 역에 연결된다.

## 인접 정차역
| 칼트레인                    | 칼트레인              | 칼트레인                                  |
| --------------------------- | --------------------- | ----------------------------------------- |
| 시·종착역                   | 일반                  | 22번가 테미안 방면 길로이 (출퇴근 시간대) |
| 시·종착역                   | 급행                  | 22번가 테미안 방면 길로이 (출퇴근 시간대) |
| 시·종착역                   | 베이비 불릿 혼잡, A형 | 밀브레 산호세 디리든 방면                 |
| 시·종착역                   | 베이비 불릿 혼잡, B형 | 밀브레 테미안 방면                        |
| 뮤니 메트로                 |                       |                                           |
| 2nd & 킹 유다/라플라야 방면 | N선                   | 시·종착역                                 |
| 2nd & 킹 발보아 파크 방면   | T선                   | 미션록 서니데일 방면                      |
| 뮤니 메트로 보존철도        |                       |                                           |
| 2nd & 킹 존스 & 비치 방면   | E선                   | 시·종착역                                 |